# 大学推薦のための予備試験
大学推薦のための予備試験（だいがくすいせんのためのよびしけん）は、朝鮮民主主義人民共和国（北朝鮮）の大学や専門学校に入学するために受ける試験である。この試験は、1983年に新たに開始された大学ごとの典型的な制度に基づいている。

## 導入の背景
この制度以前の大学の入学選考は、朝鮮労働党の幹部の子弟など、一部の子どもたちだけが大学進学に有利で、能力が優秀な学生が大学に進学することができない問題点が指摘されていた。特に、朝鮮人民軍の除隊兵士の社会人が大学の新入生の多数を占めていたので、全体的に低い学習のレベルが問題点として指摘された。そのため、1983年からは、大学入学予備試験とすることができる国家資格試験制度を実施している。高等教育の質の向上を図るため、学生の能力を重視する方向で、大学入試制度が改編された。

## 試験運用と大学入試
試験科目は、金日成主席・金正日総書記の革命歴史、文学、数学、物理、化学、英語の合計6つである。この試験は、中学校卒業クラス（6年生）を対象に10月から11月に行われる。この試験は、市、郡、区（韓国での区）の教育委員会主管で実施される。一日に3科目ずつの両日に午前中だけで施行される。一科目あたりの時間は45分。革命歴史科目が150点、その他の科目がそれぞれ100点の合計650点満点である。このうち、革命歴史科目の成績は別々に利用される場合が多いので、最も比重が高い科目といえる。
問題の種類は、大韓民国（韓国）の大学修学能力試験と似ているが、難易度の面ではるかに難しい。出題範囲が全体であることと、最近導入されている『拡張教授法』に基づいて暗記された知識を状況やデータに適用するタイプが多数出題されるからである。つまり、このテストによって、学業のレベルを評価するとともに、受験生の朝鮮語の理解力、状況判断能力、資料解析能力、推理論証能力などを測定するものである。このような問題の種類が出題されるのには最近、各級学校で論理学の教育が強調されていることとも関係がある。
予備試験が終われば内閣の教育省は年度別に各大学、専門学校などに本試験の受験者数を割り当て、市の人民委員会の大学の募集者数から割り当てられた人数をもとに、予備試験に合格した生徒一人一人に受験通知書を発行する。受験通知書には予備試験の点数は記載されていない。通常の成績順に応じて、入試を行う大学を指定してくれる。成績が優秀な学生であればあるほど、金日成総合大学や金策工業総合大学、金亨稷師範大学などの中央大学（内閣の教育省が直轄する大学）、または自分が希望する大学を志望することができる。
北朝鮮の大学入試要項は一般的に前年の12月に教育新聞を通じて、具体的に発表される。入試はそれぞれの大学で行われるが、本校舎のテスト手順では、学科試験、面接試験、体育試験、身体検査で成り立っている。大学の合格者の選定は、事実上の学科試験の成績によって決定される。学科試験は金日成主席と金正日総書記の革命歴史、数学、外国語、国語、物理、化学、歴史、地理などがあり、主観式試験である。しかし、大学や学科の特性に応じて、革命歴史、数学、外国語以外の科目の一つは他の科目に代わっている。
北朝鮮では縁故が許可されない軍隊や社会の中で3年間勤務し、再び大学の試験を受けることができる資格を得ることができる。浪人をせずに、大学に入学した学生を'ジクトンセン'（直通生）とする。直通生は全大学生の約30％を占めている。

## 参考コース
大学推薦のコースは、教育性、各大学の学生の収容能力、寮の収容人数は、国の長期計画に基づく分野別の専門家の養成計画に基づいて、各大学の入学定員数を決定し、競争率を決定する。教育省は推薦人数を各市・郡の人民委員会の教育委員会に配当すると、参考に生徒数が再び郡区ごとに、各学校別に分割配分される。個々の学校では、配当された推薦人数だけに、大学の入学試験を受けることができる生徒を推薦する。